# 北极脆弱性实验

北极脆弱性实验的项目徽标

北极脆弱性实验（英語：Arctic Boreal and Vulnerability Experiment，缩写为ABoVE）是由美国国家航空航天局于2015年发起的一项针对北极生态环境的一项调查和实验系统。该实验以全球变暖为议题，调取来自美国阿拉斯加州和加拿大的数据进行分析。该实验的目的是探究人类面对全球变暖，所能做出的最优的应对措施。